# Tout en musique
Tout en musique était une émission de télévision française diffusée sur France 3 de 1995 et 1996. Produit par Fremantle Media et Marc Toesca, ce jeu était présenté par Marc Toesca. Tout en musique était un jeu musical quotidien. Selon le principe du « blind-test », deux équipes de trois candidats sont invitées à reconnaître paroles, interprètes et titres de chansons. La partie se joue en trois manches et une finale. Le but est de découvrir les chansons qui se cachent derrière la portée mystérieuse, à l’aide de neuf notes.
Dans un premier temps, chacun des participants joue en duel face à l’équipe adverse. Il faut être le premier à reconnaître la mélodie de la chanson diffusée. Pour donner leur réponse, les candidats se saisissent le plus rapidement possible de l’un des trois micros (de trois couleurs), correspondant à trois réponses différentes. En cas de victoire, à la fin de chaque duel, l’une des notes de la portée mystérieuse est révélée et l’équipe gagnante peut proposer un titre. 300 francs sont en jeu.
Dans les deuxième et troisième manches, les duels répondent au même principe. Selon les parties, il peut s’agir de paroles à compléter, un chanteur à reconnaître ou un titre de chanson à donner. Les deux manches équivalent respectivement à 600 francs et 1 200 francs.
L’équipe qui a remporté le plus d’argent accède à la finale. En trente secondes, il s’agit d’un relais répondant au même principe que les parties précédentes, à ceci prêt qu’il n’y a pas d’adversaire. À noter que les candidats reviennent le lendemain pour affronter une nouvelle équipe.